# Война против терроризма
«Война против терроризма» (англ. War on Terror (WoT), также Глобальная война противтерроризма (англ. Global War on Terrorism (GWOT)); также Борьба с терроризмом, Борьба с международным терроризмом) — словосочетание американского политического лексикона, вошедшее в широкий оборот после террористических актов 11 сентября 2001 года, означающее военные действия США против международного терроризма. Соединёнными Штатами был проведён ряд зарубежных военных операций, объединённых под общим названием «Несокрушимая свобода» (крупнейшей из которых было вторжение возглавляемой США международной коалиции на территорию Афганистана), а также война в Ираке. Как сама концепция «войны с терроризмом», так и методы, которыми её вели США и их союзники, неоднократно подвергались критике и вызывали протесты.

## История использования словосочетания
Словосочетание «война против терроризма» («война с терроризмом (террором)») термином не является, так как имеет множество различных значений в различных государствах в различные периоды времени. Впервые оно использовано в западной прессе в конце XIX века для обозначения усилий правительств Российской империи и стран Европы по борьбе с террористическими атаками анархистов против международных политических лидеров, законной власти и её представителей; в частности, данное словосочетание использовано в статье The New York Times от 2 апреля 1881 года. Многие анархисты сами называли себя в ту пору террористами, и это слово не несло нынешней отрицательной моральной окраски. В дальнейшем это словосочетание использовалось средствами массовой информации во время борьбы британских колониальных властей с атаками еврейских и арабских организаций в подмандатной Палестине в 1940-х годах. Именно его использовали британские власти при объявлении о борьбе с организациями «Иргун», «Лехи», «Чёрная рука» и сочувствующими им. Данное словосочетание в 1983 году использовалось президентом США Р. Рейганом в рамках осуждения террористических атак на казармы миротворческих сил в Бейруте, в ходе которых погиб 241 американский и 58 французских военнослужащих.
Словосочетание «война против терроризма» было «воскрешено» после террористических нападений 11 сентября 2001 года. 11 сентября 2001 года в 20:30, как сообщали средства массовой информации, в третьем своём заявлении по поводу произошедших событий (в кратком телеобращении к нации из Овального кабинета), президент Джордж Буш — младший заявил: «…и мы победим в войне против терроризма». В дальнейшем это словосочетание стало употребляться всё чаще, превратившись в политическое клише.
20 сентября 2001 года в обращении к Конгрессу и американскому народу, зачитанном на совместном заседании обеих палат парламента США, Джордж Буш — младший официально объявил войну терроризму, заявив: «Наша война с терроризмом начинается с „Аль-Каиды“, но этим не закончится. Она не завершится, пока каждая террористическая группа в мире не будет найдена, остановлена и побеждена». Позднее, формулируя доктрину войны против терроризма Буш-младший заявил: «…сегодняшняя война с терроризмом подобна Холодной войне. Это идеологическая борьба с врагом, который презирает свободу и преследует тоталитарные цели…». В той же речи говорилось об операции «Шок и трепет», и двойственности борьбы: во-первых, поймать врага и доставить его на суд; во-вторых, распространять свободу.
26 октября 2001 год президент Буш подписал закон, имеющий полное название «Акт 2001 года, сплачивающий и укрепляющий Америку обеспечением надлежащими орудиями, требуемыми для пресечения терроризма и воспрепятствования ему» (так называемый «Патриотический акт»), который дал правительству и полиции широкие полномочия по надзору за гражданами. Закон, в частности, расширил права ФБР и других специальных органов в США по подслушиванию и электронной слежке, что многими было расценено как нарушение четвёртой поправки к конституции.
Как указывает научный сотрудник Института международных отношений Шанхайской академии общественных наук Ли Кайшэн: «Когда произошла трагедия 11 сентября, Китай тут же сообщил американскому правительству, что поддерживает план борьбы с терроризмом. Это устранило одну из причин беспокойства для Джорджа Буша-младшего, и США бросили все силы на борьбу с терроризмом, а отношения с Китаем стабилизировались на последующее десятилетие».
Лондонский «Нью Стейтсмен» спустя полтора месяца после событий 11 сентября 2001 года писал: «Враждующие лагеря и нации мира объединились против общего врага — глобального терроризма».
После терактов в Лондоне 7 июля 2005 года британские власти воспротивились воспроизведению американской стратегии ответа на террористические нападения, и словосочетание «война против терроризма» уже более активно не использовалось. Оно, однако, осталось для обозначения скоординированных, в том числе на уровне ООН, усилий различных стран по противодействию террористическим организациям.
Барак Обама, сменивший в 2009 году Джорджа Буша на посту президента США, и его администрация отказались от использования термина «война с терроризмом»; отдельно указывалось на некорректность прилагательного «глобальный» в названии этого термина. 23 мая 2013 года Обама заявил, что «война с терроризмом» закончилась и акцент в работе американских силовых структур будет смещён с масштабных военных операций против международных террористических организаций на точечную работу против конкретных террористических ячеек, непосредственно угрожающих безопасности США. 28 декабря 2014 года администрация Обамы объявила о завершении военного этапа возглавляемой США миссии в Афганистане. Однако с неожиданным усилением «Исламского государства» в начале 2014 года была объявлена новая вооружённая операция против терроризма — операция «Непоколебимая решимость», которая средствами массовой информации расценивается как продолжение «войны с терроризмом».

## Военные операции США против Аль-Каиды
После террористических актов 11 сентября 2001 года власти США объявили о том, что объявляют войну против международных террористических организаций. Врагом номер один была объявлена «Аль-Каида», организовавшая теракты на территории США. Президент США Джордж Буш потребовал от движения «Талибан», контролировавшего большую часть Афганистана, немедленно выдать американскому правосудию скрывавшихся на территории этой страны главу «Аль-Каиды» Усаму бен Ладена и других руководителей этой организации. 21 сентября талибы ответили отказом, заявив, что США не предоставили достаточно веских доказательств причастности этой организации к атакам в Нью-Йорке и Вашингтоне.

### Война в Афганистане
После отказа талибов выдать Усаму бен Ладена и других руководителей «Аль-Каиды» американскому правосудию, властями США было принято решение о проведении военной операции на территории этой страны с целью ликвидации структур «Аль-Каиды» и «Талибана». Была сформирована многонациональная коалиция, главенствующую роль в которой занимали США и 7 октября 2001 года была начата вооружённая операция против режима талибов на территории Афганистана. Уже до конца 2001 года силами международной коалиции режим талибов был свергнут практически на всей территории Афганистана. Однако, затем «Талибан» перешёл к тактике партизанской и террористической борьбы против сил международной коалиции и нового афганского правительства. Это привело к тому, что противостояние с талибами превратилось в затянувшийся на многие годы вооружённый конфликт, который продолжался до августа 2021 года.

### Вооружённый конфликт в Вазиристане
Пуштунские кланы, в значительной степени контролирующие Вазиристан, имеют давние непростые отношения с центральным правительством Пакистана. При этом в Вазиристане имели сильное влияние «Аль-Каида» и «Талибан», причём часть пакистанской политической элиты оказывала им поддержку. В ходе войны в Афганистане правительство Пакистана приняло решение выступить на стороне международной коалиции против «Талибана» и «Аль-Каиды». В свою очередь, после поражения талибов в Афганистане в ходе военных действий 2001 года, Вазиристан стал для них по сути тыловой базой. Поэтому силы международной коалиции, возглавляемой США, и силовые пакистанские структуры в течение многих лет проводят операции в Вазиристане с целью уничтожения террористических организаций.

### Операция «Несокрушимая свобода» на Филиппинах
В рамках противостояния международным террористическим организациям руководство США объявило об оказании помощи филиппинским властям в их продолжавшемся уже многие десятилетия конфликте против исламских и коммунистических организаций. На территории Филиппин была развёрнута группировка американских войск, которая в координации с силовыми структурами Филиппин принимала участие в боевых действиях против объявленных террористическими группировок.

### Операция «Несокрушимая свобода» на востоке Африки и в Йемене
Действие данной операции разворачивалось главным образом на территории Сомали и Йемена, а также в Кении, Судане и ряде других стран. Противниками коалиции, возглавляемой США, здесь были структуры «Аль-Каиды» и «Союз исламских судов». Вооружённый конфликт представлял собой череду небольших операций вооружённых сил и спецслужб американской коалиции, направленных на уничтожение террористической сети, ликвидацию лидеров и наиболее опасных членов террористической организации.

### Операция «Несокрушимая свобода» в Западной Сахаре
После террористических актов 11 сентября 2001 года многие африканские террористические организации исламистского толка во многих странах северной Африки присягнули на верность «Аль-Каиде». В 2004 году США начала операцию «Несокрушимая свобода» — Западная Сахара, которая является частью операции «Несокрушимая свобода». Боевые действия вместе с американскими военными ведут и вооружённые силы ряда африканских государств (в основном, Алжира и Чада). Кроме уничтожения незаконных вооружённых формирований ими ставится цель пресечь каналы контрабанды оружия и наркотиков. За 6 лет на ведение этой военной операции Конгрессом США было выделено более 500 миллионов долларов, однако на протяжении последних лет ситуация не улучшилась.

## Борьба с терроризмом в Йемене
С 2001 года правительство Йемена при поддержке США проводит военные операции против «Аль-Каиды» и их союзников, находящихся на территории Йемена. Борьба с терроризмом продолжается в Йемене с 2001 года, но конфликт обострился 14 января 2010 года, когда президент страны, Али Абдалла Салех, открыто объявил войну «Аль-Каиде». Кроме «Аль-Каиды», Йемен также борется с шиитами на севере и сепаратистами (англ. South Yemen insurgency) на юге.

## Иракская война (2003—2011)
Согласно резолюции 687 Совета Безопасности ООН, после завершения войны в Персидском заливе в Ирак прибыла Специальная комиссия ООН для надзора за ликвидацией иракского оружия массового поражения и прекращением программ по разработке химического, ядерного, бактериологического оружия и ракет большой дальности. Комиссия успешно выполняла свои функции до 1998 года, когда была вынуждена покинуть Ирак из-за отказа иракской стороны в дальнейшем сотрудничестве. На протяжении 1990-х годов процесс ликвидации оружия массового поражения периодически сталкивался с трудностями, связанными с нежеланием иракских властей сотрудничать со Специальной комиссией. 5 февраля 2003 года госсекретарь США Колин Пауэлл выступил на специальном заседании Совета Безопасности ООН, предоставив многочисленные доказательства того, что Ирак скрывает от международных инспекторов оружие массового поражения (позднее Пауэлл признался, что обнародованные им данные были во многом неточными, а иногда и сфальсифицированными). Вторжение США и их союзников началось 20 марта 2003 года, 9 апреля американские войска заняли столицу Ирака город Багдад. 22 июля в перестрелке с солдатами 101-й воздушно-десантной дивизии в Мосуле погибли сыновья Саддама Хусейна — Удей и Кусей. 13 декабря в районе Тикрита военнослужащими 4-й пехотной дивизии был арестован сам Саддам Хусейн.
30 января 2005 года в обстановке усиленных мер безопасности в Ираке прошли первые за полвека многопартийные парламентские выборы. Победу на них одержал шиитский Объединённый Иракский Альянс, набравший 48 % голосов. В апреле было сформировано Переходное правительство, задачей которого являлась подготовка новой конституции страны.
Многочисленные иракские повстанческие группировки продолжили вооружённую борьбу против центрального иракского правительства и разгорелся конфликт между различными религиозными группами. Ежемесячно в результате терактов погибало более 1000 граждан страны.
15 декабря 2011 года США спустили флаг Вооружённых сил над Багдадом, символически завершив военную кампанию в Ираке, которая длилась почти 9 лет, передав полномочия по обеспечению безопасности местным структурам. Хотя последние военнослужащие коалиции были выведены в декабре 2011 года, на территории Ирака остались сотрудники частных военных и охранных компаний (по состоянию на март 2013 года — 5500 человек).

## Военная операция против «Исламского государства»
Быстрые территориальные завоевания в Ираке и Сирии в течение первой половины 2014 года, в совокупности с осуждёнными международным сообществом жестокостью и нарушением прав человека, а также боязнь дальнейших неожиданных последствий гражданской войны в Сирии вынудили многие страны начать военные действия против ИГ. C лета 2014 года США отправляли в регион инструкторов, которые не принимали непосредственное участие в боевых действиях, а начиная с августа страны коалиции начали масштабную воздушную кампанию.
1 февраля 2015 года премьер-министр Ирака заявил, что война с «Исламским государством» фактически является «Третьей мировой войной», так как ИГ заявляет о своих планах распространить войну за пределы Ирака и Леванта и создать «Всемирный халифат».
30 сентября 2015 года, по просьбе сирийского правительства, Российская Федерация вступила в гражданскую войну в Сирии, начав военную операцию в этой стране.
К июлю 2017 года от сил джихадистов отбили крупнейший контролируемый ими город, Мосул. В октябре 2017 года Демократические силы Сирии, костяк которых составляли курдские Отряды народной самообороны, завершили битву за Эр-Ракку взятием столицы ИГ. 6 декабря 2017 года Россия заявила о разгроме ИГ в Сирии; 9 декабря 2017 года премьер-министр Ирака сообщил о полном освобождении страны от ИГ.

## Операция против исламистов в Камеруне
С октября 2015 года 300 военнослужащих армии США прибыли в Камерун по просьбе национального правительства. Их основная задача — борьба со сторонниками «Исламского государства».

## Использование БПЛА США для «целевых убийств»
В 2001—2002 годах беспилотники General Atomics MQ-1 Predator были оснащены ракетами для поражения вражеских целей.
ЦРУ впервые использовало беспилотник «Predator» для убийства подозреваемого в терроризме практически сразу, как только в его распоряжении оказалась способная это сделать модель беспилотника — в 2002 году удар был нанесен по автомобилю, в котором находился подозреваемый член «Аль-Каиды» в Йемене Каед Салим Синан аль-Харети. Затем применение БПЛА для «целевых убийств» стало рутинным. В Пакистане ударами американских БПЛА были убиты сотни высокопоставленных представителей афганских и пакистанских талибов, «Аль-Каиды» и других террористических организаций. В Африке, согласно подсчетам лондонского Бюро журналистских расследований (BIJ), в результате ударов БПЛА США были убиты не менее 112 сомалийских боевиков (членов «Аш-Шабааб» и «Аль-Каиды»). Беспокойство правозащитников вызывает то, что при таких ударах гибнут мирные жители. По официальным данным, на долю гражданских лиц приходится от 2,27 % до 3,73 % всех жертв. Однако эти цифры не выглядят реалистично. Данные, полученные неправительственными структурами, такими как New America и BIJ существенно отличаются — по их подсчетам, в 2009—2016 годах доля гражданских лиц составляла от 7,27 % до 15,47 % от общего числа погибших в результате ударов беспилотников США в Пакистане, Йемене и Сомали. Мирные жители гибнут из-за того, что данные разведки не всегда бывают достоверными, а недостаточно четкая картинка на экранах операторов БПЛА и их желание во что бы то ни стало выполнить поставленную задачу нередко приводили к тому, что гражданский транспорт идентифицировался как военный, перевозимые мирные грузы — как террористические и т. д. Ставшие известными общественности документы раскрывают подробности о выборе целей для поражения беспилотными летательными аппаратами в необъявленных зонах военных действий. Соответствующие решения принимались на основании перехваченных сигналов мобильных телефонов, которые могут иметь при себе подозреваемые в терроризме. Также приводились данные, что в период с января 2012 года по февраль 2013 года почти 90 процентов жертв ударов БПЛА изначально не являлись целью для поражения, однако гражданские лица, погибшие в результате удара, классифицировались как «враги, убитые в бою», если не было доказано обратное.
Бен Эммерсон, специальный докладчик ООН по правам человека и борьбе с терроризмом, заявил, что удары американских беспилотников могли нарушить международное гуманитарное право. The Intercept сообщил: «С января 2012 года по февраль 2013 года в результате авиаударов спецназа США [на северо-востоке Афганистана] погибло более 200 человек. Из них намеченными целями были 35 человек. В течение одного пятимесячного периода операции, согласно документам, почти 90 процентов людей, погибших в результате авиаударов, не были намеченными целями». Использование Соединёнными Штатами ударов беспилотников существенно сокращает число американских жертв. США значительно увеличили использование беспилотников во время президентства Барака Обамы по сравнению с президентством Джорджа Буша-младшего.

## Нарушения прав человека
«Война с терроризмом» вызвала серьезные нарушения прав человека (произвольное содержание под стражей, пытки и жестокое обращение). Особым преследованиям после 11 сентября 2001 года подверглись беженцы и вынужденные переселенцы: в Австралии был принят закон о принудительной высылке всех без разбора нелегальных эмигрантов как потенциальной среды для будущих террористов; в Великобритании был принят закон, разрешающий длительное содержание под стражей всех «подозрительных иностранцев» как потенциальных террористов.
Была создана система секретных тюрем ЦРУ в различных странах, где подозреваемые в терроризме подвергались пыткам и жестокому обращению («расширенные методы допроса»). Подозреваемые в терроризме также долгие годы без суда содержались и содержатся в тюрьме в Гуантанамо. Были установлены от 30 до 50 фактов похищения людей и их последующей выдачи. По одному из таких дел в Италии было проведено расследование, в ходе которого были установлены и привлечены в качестве обвиняемых 22 сотрудника ЦРУ, участвоваших в похищении в Милане имама Абу Омара, переправленного затем в египетскую тюрьму, где он подвергся пыткам. Один из руководителей итальянской разведки Марко Манчини 5 июля 2006 года был арестован по обвинению в соучастии в этом похищении. Также получили огласку факты депортации двух египетских граждан — Мохаммада аль-Зари и Амеда Гиза, арестованных в Швеции и переправленных в Египет; канадского подданного Махера Арара, задержанного в Нью-Йорке и доставленного в Сирию, после чего его более десяти месяцев пытали в сирийской тюрьме; а также гражданина Германии, выходца из Ливана Халеда аль-Мазри, похищенного в Македонии и перевезенного в Афганистан, где он подвергся жестокому обращению.